# Spitse spleetvezelkop
De spitse spleetvezelkop (Pseudosperma flavellum) is een schimmel behorend tot de familie Inocybaceae. Hij vormt ectomycorrhiza met loofbomen in loofbossen en parken.

## Kenmerken

### Uiterlijke kenmerken
De hoed is radiaal vezelig, grof vezelig, gebarsten, radiaal barstig of slechts aan de rand en in het midden schubbig. De geur en smaak is neutraal.

### Microscopische kenmerken
De sporen zijn glad en meten 9,6–11,7 × 4,0–5,6 μm (Q-getal 1,8–2,7). De basidia zijn 4-sporig. De cheilocystidia zijn dunwandig, zonder kristallen en meten 32–55 × 8–14 μm (Q-getal 3,1-5,5).

## Ecologie
De spitse spleetvezelkop is bekend van de volgende waardplanten:
- I. flavella var. flavella: Fagus, Corylus, Populus, Picea
- I. flavella var. roseipes: Salix

## Verspreiding
De spitse spleetvezelkop komt in Nederland vrij zeldzaam voor. 